# 사랑 사랑 내사랑
《사랑 사랑 내사랑》은 북한에서 제작된 신상옥 감독의 1984년 로맨틱 멜로드라마 영화이다. 장선희 등이 주연으로 출연하였다. 신상옥이 자신의 아내 최은희와 함께 조선민주주의인민공화국에 납치되어 가있을 동안 감독을 맡았다.

## 출연

### 주연
- 장선희
- 이학철

### 조연
- 김명희
- 손원주
- 방복순
- 최창수

## 같이 보기
- 신상옥·최은희 납치 사건
- 한국 영화
- 조선민주주의인민공화국의 영화 목록